# Flatiron Building
Nem tévesztendő össze a jelenlegi Fuller Buildinggel.
A Flatiron Building, eredeti nevén Fuller Building, (magyarul a Vasalóháznak is becézett) New York Manhattan városrészének neves, 22 szintes felhőkarcolója. A háromszögletű épület az Ötödik sugárút 175-ös szám alatt található, az Ötödik sugárút és a Broadway találkozásánál, északi csúcsa szemben a keleti 23. utcával, ill. a Madison Square-rel, az épület 27 m széles hátsó oldala a keleti 22. utcán áll. Építését 1902-ben fejezték be. A város sok vitát kiváltó, a Fuller-cég számára felhúzott ikonikus irodaháza, a 86,9 méter magas Flatiron Building megépítésekor New York legmagasabb épületeinek egyike volt. A 20. század első évtizedében a két felhőkarcoló egyike, mely Lower Manhattan északi határát képező 14. utcától északabbra állt – a másik az 1909-re felépült, egy háztömbbel távolabb levő toronyház, a Metropolitan Life Insurance Company Tower volt.
Miután a Fuller Company 1925-ben eladta az épületet, 1929-ben átköltöztette székhelyét új irodaházába, így a jelenlegi Fuller Building nem azonos a Vasalóházzal, hanem az a keleti 57. utca 41. címen áll.

## Az épületről
Az épületet a chicagói építész, Daniel Burnham – az 1893-as Chicagói Világkiállítás főépítésze – tervezte beaux-arts stílusban. A Flatiron Building egyike volt az első acélvázas épületeknek, mely lehetővé tette, hogy 87 méterre magasodjon a város fölé. A korabeli korai New York-i felhőkarcolóktól eltérően – mint pl. a már lebontott Singer Building (1902–08 épült) –, a Flatiron Building nem tömbszerű toronyként emelkedik a magasba, hanem a Chicagói Iskolát követve a klasszikus görög oszlopokhoz hasonlóan az épülete horizontálisan három részre tagolt.
Az épület eredeti nevét – Fuller Building – a „felhőkarcolók atyjáról”, George A. Fullerről kapta, a felhőkarcoló-építészetben úttörő Fuller-cég alapítójáról, mely a beruházás költségeit fedezte, a kivitelezést koordinálta, és az épület tulajdonosa lett. Fuller két évvel az épület elkészülte előtt hunyt el. Az épület a köznyelvben ismert nevét, Flatiron Building, arról a háromszögletű telekről kapta, melyre építették és amelynek alakja régi típusú vasalóra emlékeztet. Az épület környezetét Flatiron körzetnek nevezik a jellegzetes épülete után.
A háromszögletű épület a legkeskenyebb sarkán csupán két méter széles, az alaprajz alapján a falak itt rendkívül éles, 25 fokos szögben találkoznak. A 22 szintes (földszint+21 emelet), 86,9 méter magas épületet gyakran Manhattan legöregebb, még ma is álló felhőkarcolójának tartják, de valójában a Park Row Building néhány évvel öregebb és valamivel magasabb is.
A Flatiron Building megépítése után három évvel, 1905-ben, a legfelső szintre még egy további emeletet húztak, melyhez már nem vezetett fel lift, így egy külön liftet kellett építeni hozzá, ami csak a 20. emeletről visz fel a 21. emeletre. További érdekessége az épületnek, hogy a 20. emelet helységeinek ablakai a szint alsó felébe kerültek, és megközelítőleg pusztán mellkasig érnek. Egy itt dolgozó mindezt a New York Times-nak úgy kommentálta, elképesztő kilátásom van a városra, egészen addig, míg fel nem állok.
Az 1989-óta nemzeti emlékmű rangot viselő Flatiron napjainkban kedvelt turista látványosság. Az épületben irodák működnek, köztük több könyvkiadóé is. A 2002-es Pókember című filmben és annak folytatásaiban a filmkészítők itt rendezték be a Marvel Comics képregényeiben szereplő fiktív napilap, a Hírharsona irodáját is.

## Története

### Telek
Eredetileg a telek, melyen a majdani Flatiron Building felépült, 1857-ben Amos Eno vállalkozó által megvett nagyobb terület volt. Eno lebonttatta az akkor itt álló négyemeletes St. Germaine Hotelt és a terület déli részén egy hétemeletes szállodát – Cumberland Hotel – építtetett a helyére, a telek fennmaradó részeire pedig négy háromszintes kereskedő-épületet. A Cumberland legfelső szintjei a kisebb épületek fölé emelkedtek, melyeket Eno hirdetési célra bérbeadott, köztük a The New York Timesnak. Az egyik kisebb épület felső szintjére pedig vetítővásznat helyeztek és a laterna magica technológiájával reklámot vetítettek rá, a The New York Times és a New York Tribune is használta ezt a felületet sajtóhíreikre, választások éjszakai óráiban több tízezer ember gyűlt össze a Madison Square-en, hogy az eredményről értesüljenek.
Amos Eno a fennmaradó, ekkor még Eno Flatironnak nevezett háromszögletű északi telekrészt sem eladni, sem arra építkezni nem akart, de halála után likviditási gondok miatt végül az a chicagói Fuller Company tulajdonába került. A Fuller Company volt az első felhőkarcoló-építkezésre specializálódott generálkivitelező cég, melynek elnök-vezérigazgatója, Harry S. Black – a cégalapító George A. Fuller veje – kérte fel a felhőkarcoló tervezésére Daniel Burnham-ot, akinek ez az épület lett első New York-i tervezése.

### Építkezés

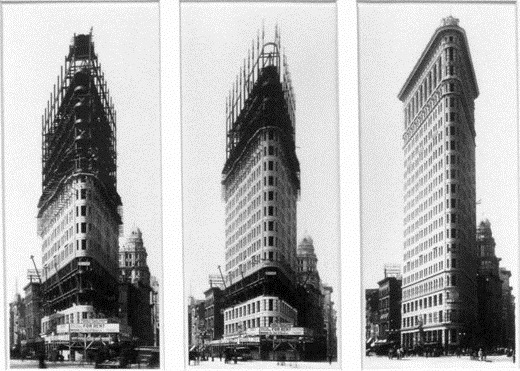
Az építkezés fázisai (1902)

A Flatiron építését New York város tűzvédelemre vonatkozó városépítészeti szabályainak 1892-es módosítása tette lehetővé. Ez nyitotta meg az utat az acélvázas építkezésnek. Az új technológiában a fővállalkozó, a Fuller Company jelentős tapasztalattal bírt, a kor más ismert technológiáival a 22 szintes épület megépítése rendkívül körülményes lett volna.
Az acélvázas szerkezetnek köszönhetően az építkezés rendkívül gyorsan haladhatott, hetente emelkedett egy újabb szint, 1902 februárjára a szerkezet már állt, május közepére az épület fele már terrakotta burkolatot kapott, 1902 júniusára, egyéves építkezés után, az épület elkészült.

### Fogadtatása

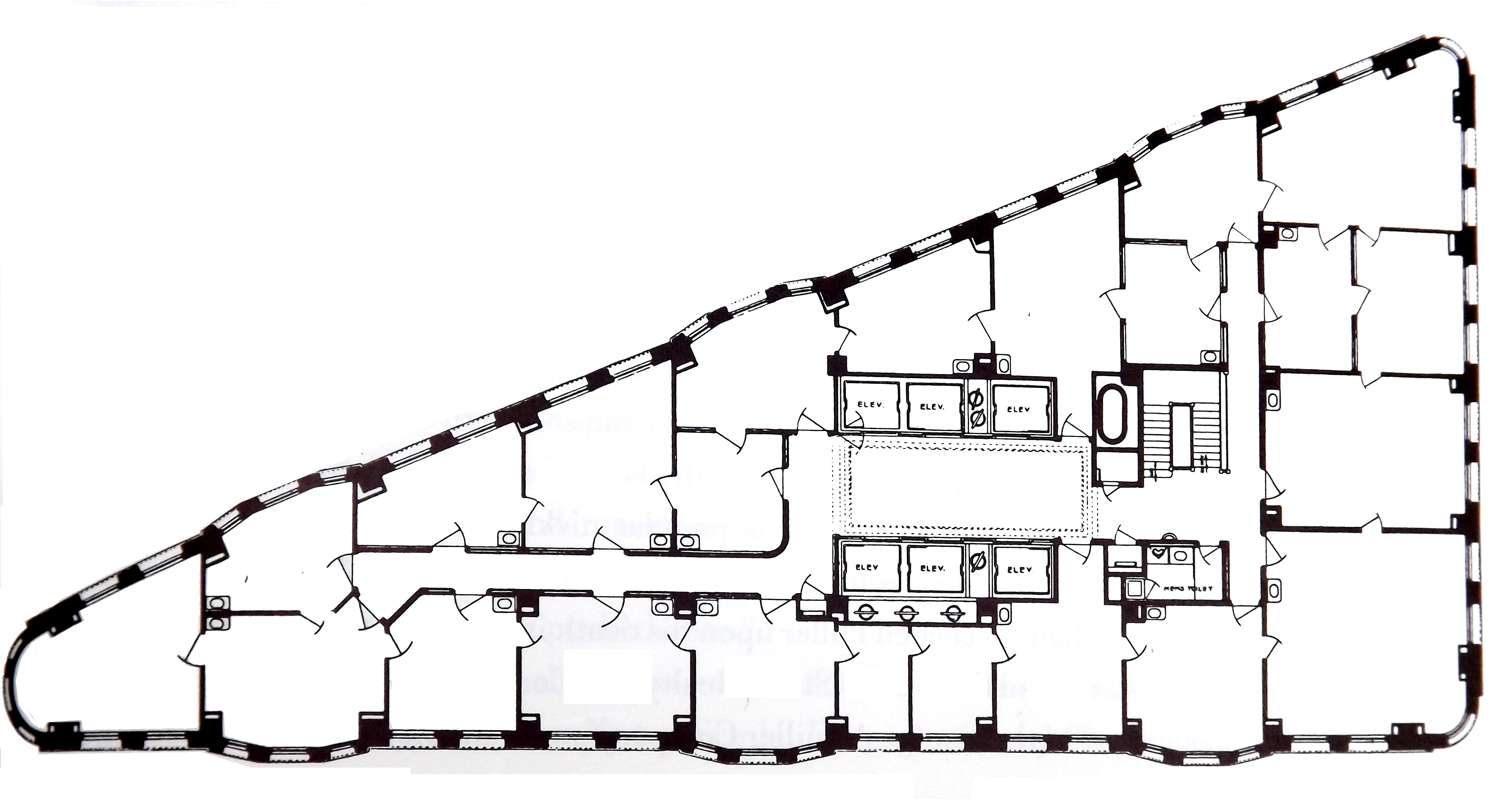
A Flatiron Building egy emeletének tipikus beosztása (1903)

A Flatiron Building New York város ikonikus épületévé vált, a nyilvánosság elragadtatással fogadta. Viszont építészeti körökben a kezdetektől heves viták középpontjában állt.
Montgomery Schuyler, az Architectural Record című tekintélyes építészeti folyóirat kritikusa méltatta a terrakotta burkolatot, de megkérdőjelezte a hatalmas ablakok funkcionalitását. A New York Tribune napilap az épületet New York legnagyobb élettelen bajkeverőjének nevezte, a városépítészetért felelősséget vállaló szervezet, a  Municipal Art Society alkalmatlannak találta a Vasalóházat annak a város központi részén való felállításra, a New York Times egyszerűen szörnyűnek találta.
Mások viszont eltérően vélekedtek. H. G. Wellst lenyűgözte az épület, 1906-ban megjelent The Future in America: A Search After Realities c. könyvében csodálja a délutáni megvilágításban a Broadway és a Fifth Avenue forgalma fölé emelkedő Flatiront.

### Eredeti bérlők, további története

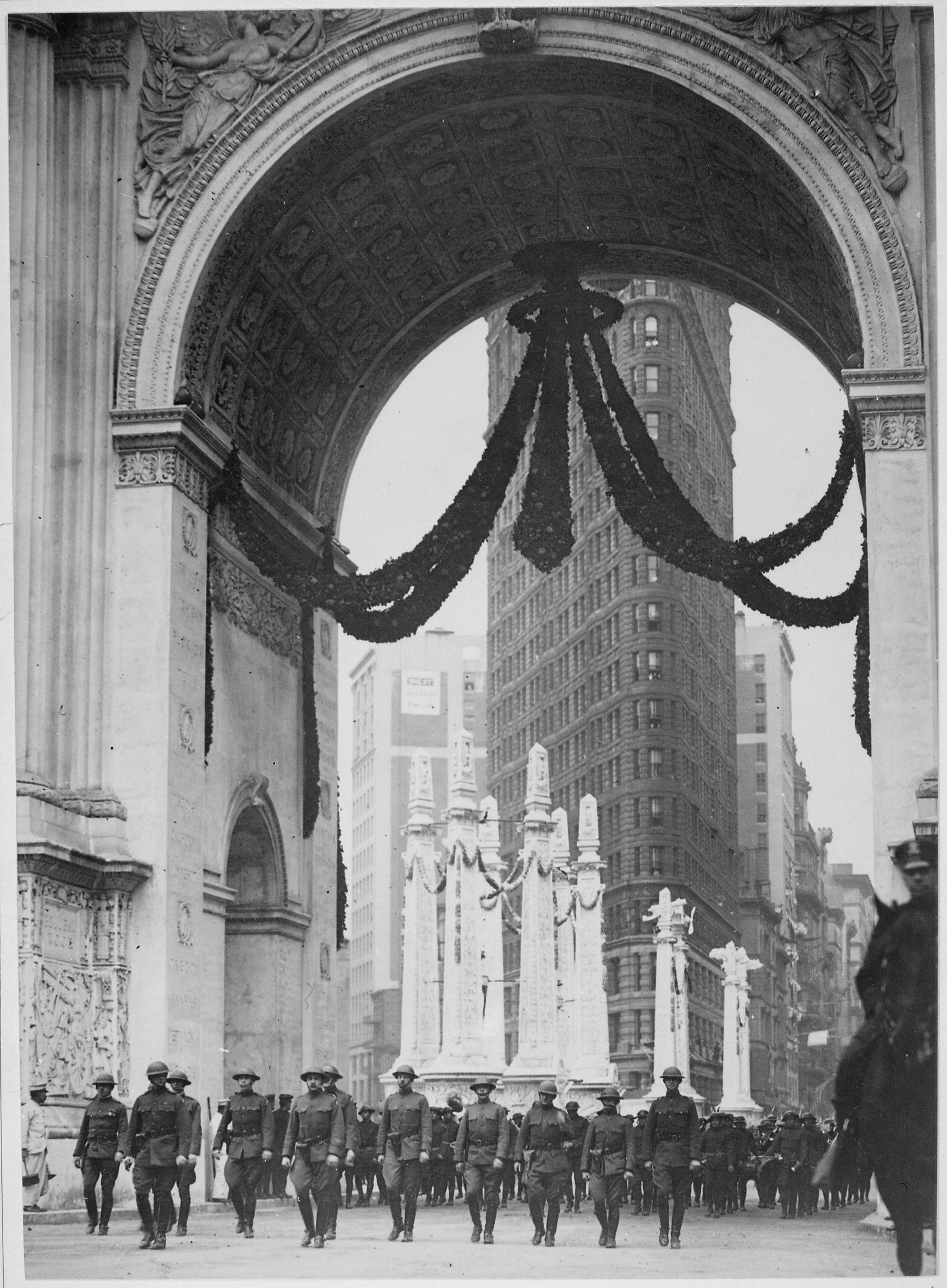
Az I. világháborús győzelem után a 165. gyalogezred felvonulása az akkor a Madison Square-en álló diadalív alatt, háttérben a Flatiron Building (1919)

A Fuller Company eredetileg a 19. emeleten helyezte el a cég vezetésének irodáit. 1910-ben Harry S. Black – George A. Fuller halála után a Fuller Company elnök-vezérigazgatója – elköltöztette a cég vezetését, majd 1916-ban visszatértek az épületbe, 1929-ben viszont végleg a keleti 57. utcán álló, újonnan felépült Fuller Buildingbe tette át a cég székhelyét.
Kezdeti bérlők között többek közt kiadók (Frank Munsey kiadói, az American Architect and Building News), biztosítótársaságok (Equitable Life Assurance Society), kisebb vállalkozások, zeneműkiadók, egy tájépítő, valamint az Orosz Birodalom konzulátusa voltak. Az épület utcaszintjén levő „hajóorr” részében a United Cigar Stores működtetett dohányüzletet. A hatalmas, a környező utcák alá 6 méter hosszan nyúló pincerészben az 1,500 vendéget befogadni képes Flatiron Restaurant kapott helyet. Az étterem reggeltől késő éjszakáig tartott nyitva, többek között a Broadway-en a 14. és 23. utca között működő színházak előadásai után ide áramló vendégek részére. A Flatiron éttermét 1911-ben Louis Bustanoby vette meg, aki Taverne Louis néven 400 férőhelyes divatos francia étteremmé alakította át, néger zenészek is felléptek itt, a ragtime, dzsessz zenét játszókat Irving Berlin is meghallgatta.

### Eladása
1925 októberében Harry S. Black 2 millió $-ért eladta a Fuller Company tulajdonában levő épületet egy szindikátusnak. Ezt követően 1933-ban az Equitable Life Assurance Company tulajdonába került, a cég részben modernizálta az épületet, többek között lecserélte az eredeti liftkabint, az 1940-es évek közepén az épület összes ingatlanrészét bérbe tudták adni. 1946-ban az Equitable egy befektetési társaság, a Harry Helmsley által vezetett Flatiron Associates számára továbbadta az épületet. Az új tulajdonos némi változást eszközölt ugyan az épületben, az előcsarnok mennyezetét felújította, az eredeti mahagóni bejárati ajtókat forgóajtóra cserélte, de lényeges felújításokra a tulajdonosi struktúra miatt nem kerülhetett sor, így az épület állaga a Flatiron Associates korszakában rohamosan romlott. 1997-től a tulajdonosi struktúra változása eredményként – többek között Harry Helmsley özvegye eladta tulajdonhányadát – újabb felújításokat tudtak eszközölni. Lecserélték az ódon hidraulikus liftet – New York utolsó hidraulikus liftjét – elektronikussá.

### 21. század
2005-ös felújítása alatt a Flatiron épületét 15 emeletnyi magas reklám takarta, a város lakosai tiltakoztak New York városa építészeti hivatalánál eltávolítása érdekében.
2009-ben az épület többségi tulajdonosa a római székhelyű Sorgente Group ingatlan befektetési társaság lett, szándéka szerint luxus szállodává alakították volna át. Ekkor az épület értékét 190 millió $-ra tartották.
1959-től a St. Martin's Press kiadó, majd fokozatosan anyavállalata, a Macmillan Publishers Ltd. bérelt irodákat az épületben, 2004-re már mind a 21 emeleten. Bár a Macmillan némileg felújította, valójában a rendkívül elavult, faablakokkal, központi légkondicionáló rendszer nélküli épület mind a 21 emeletét 2019. június 14-re elhagyták.
2019-től az épület sorsa nem eldöntött, tulajdonosi szándékok szerint – GFP Real Estate – funkciója irodaház maradna.

## 23 skidoo

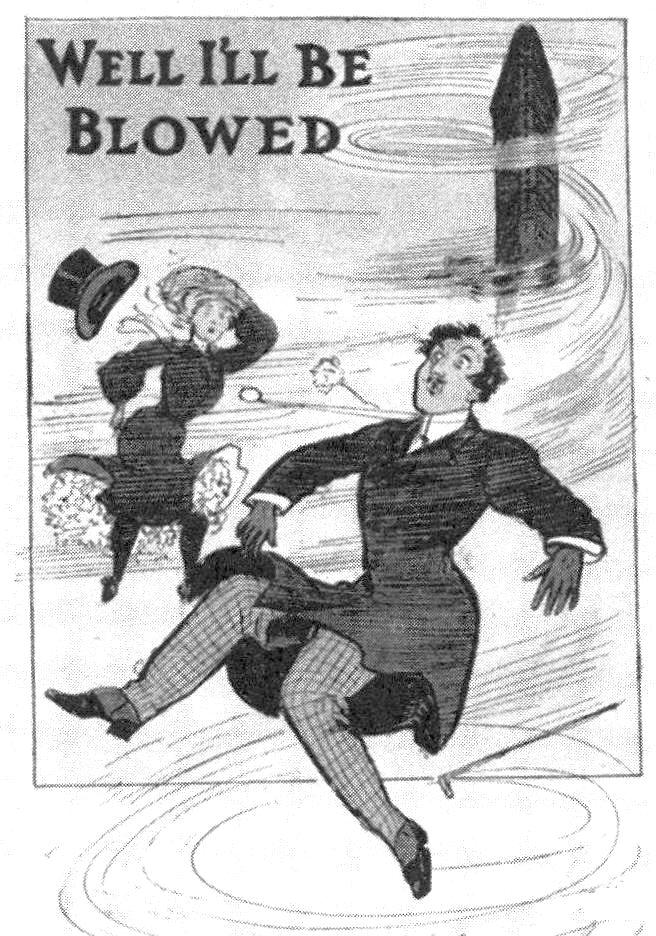
Képeslap 1905-ből

Az építkezést annak megindulásától a közvélemény nagy érdeklődése kísérte. Még fogadásokat is kötöttek, a szél hatására milyen gyorsan szóródna szét a törmelék az épület összeomlásakor. Kezdetben "Burnham őrültségének" csúfolt épület viszont állta a szelet az acélszerkezet tervező mérnökének, Corydon Purdy-nek köszönhetően, aki a várható szélerősség négyszeresével szemben is ellenállónak tervezte azt.
Viszont a szél más szempontból is felkeltette a nyilvánosság érdeklődését. Fekvésének köszönhetően, a Broadway az egyik oldalán, Fifth Avenue a másikon, szemben a Madison Square és a park nyitott tere következtében váratlan szélörvények keletkezhettek. Az északról fújó szelet kettéosztotta az épület, annak felső részétől lefelé, ill. az utcaszintről fölfelé induló széláramlatok örvényei kiszámíthatatlanok voltak. A New York-i szleng egy új kifejezéssel gazdagodott: "23 skidoo", mellyel a rendőrök szólították fel a nők meglibbenő ruházatát leső férfiakat távozásra.
A 20. század elején a Vasalóház bevonult a popkultúrába, többszáz képeslap, illusztráció tárgya lett a Flatiron Building előtt elsétáló nők fellibbenő ruhája.

## Híres képek
New York ikonikus épülete kezdettől fogva több művész fantáziáját megragadta, kedvelt fotótéma volt, két világhírű fotó – az amerikai fotóművész Alfred Stieglitz (1903) és Edward Steichen (1904), aki alkonyatkor fényképezte le a ködbeburkolózó épületet  – fotója, valamint a kubista, francia művész, Albert Gleizes alkotása:

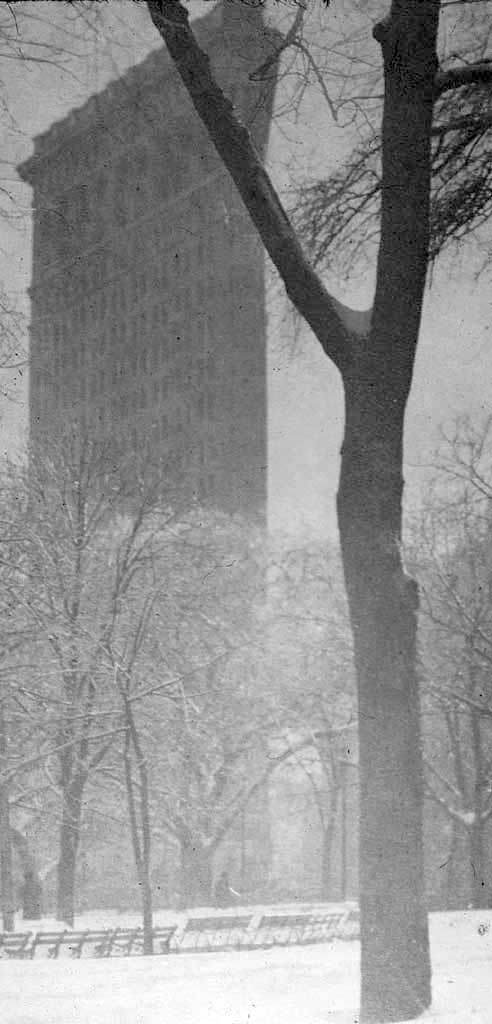
Az épület 1903-ban (Alfred Stieglitz)
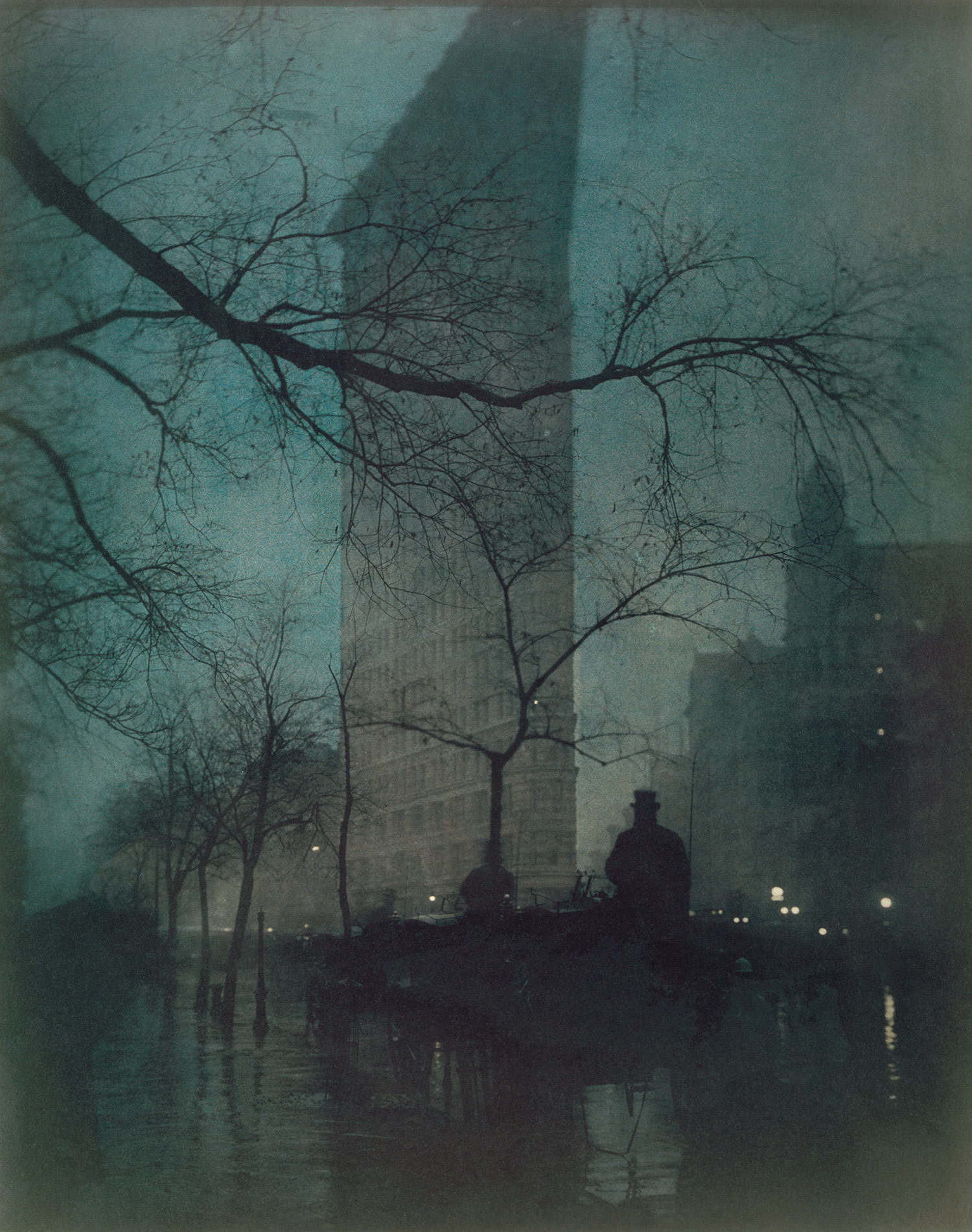
Az épület 1904-ben (Edward Steichen) Metropolitan Művészeti Múzeum kollekciójában található)
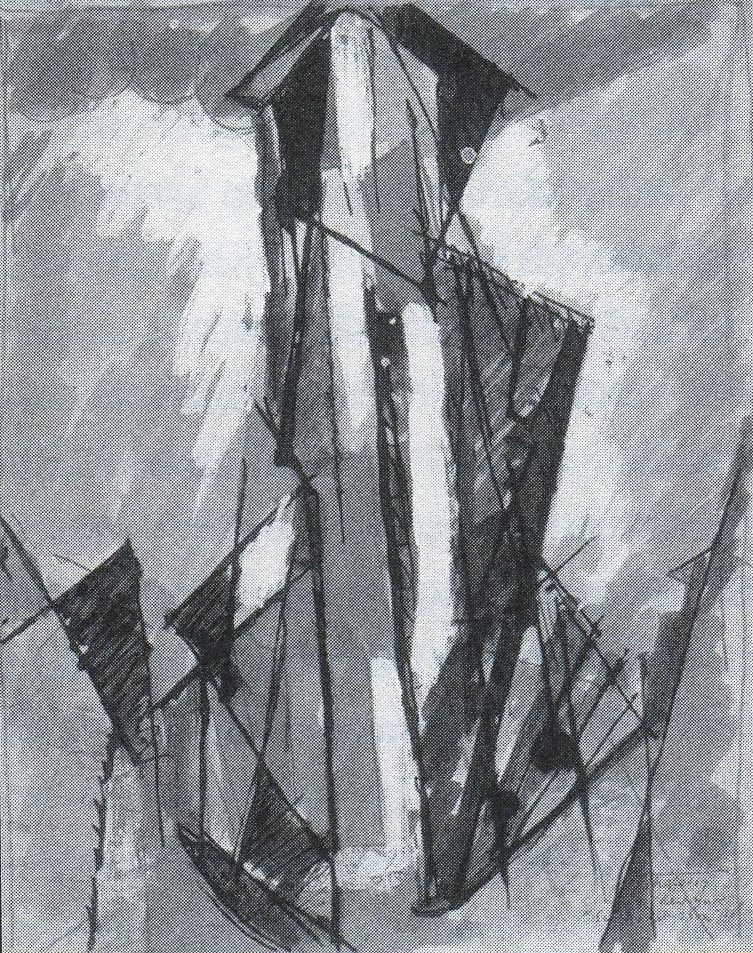
Sur le Flatiron Albert Gleizes (1916)

## Galéria

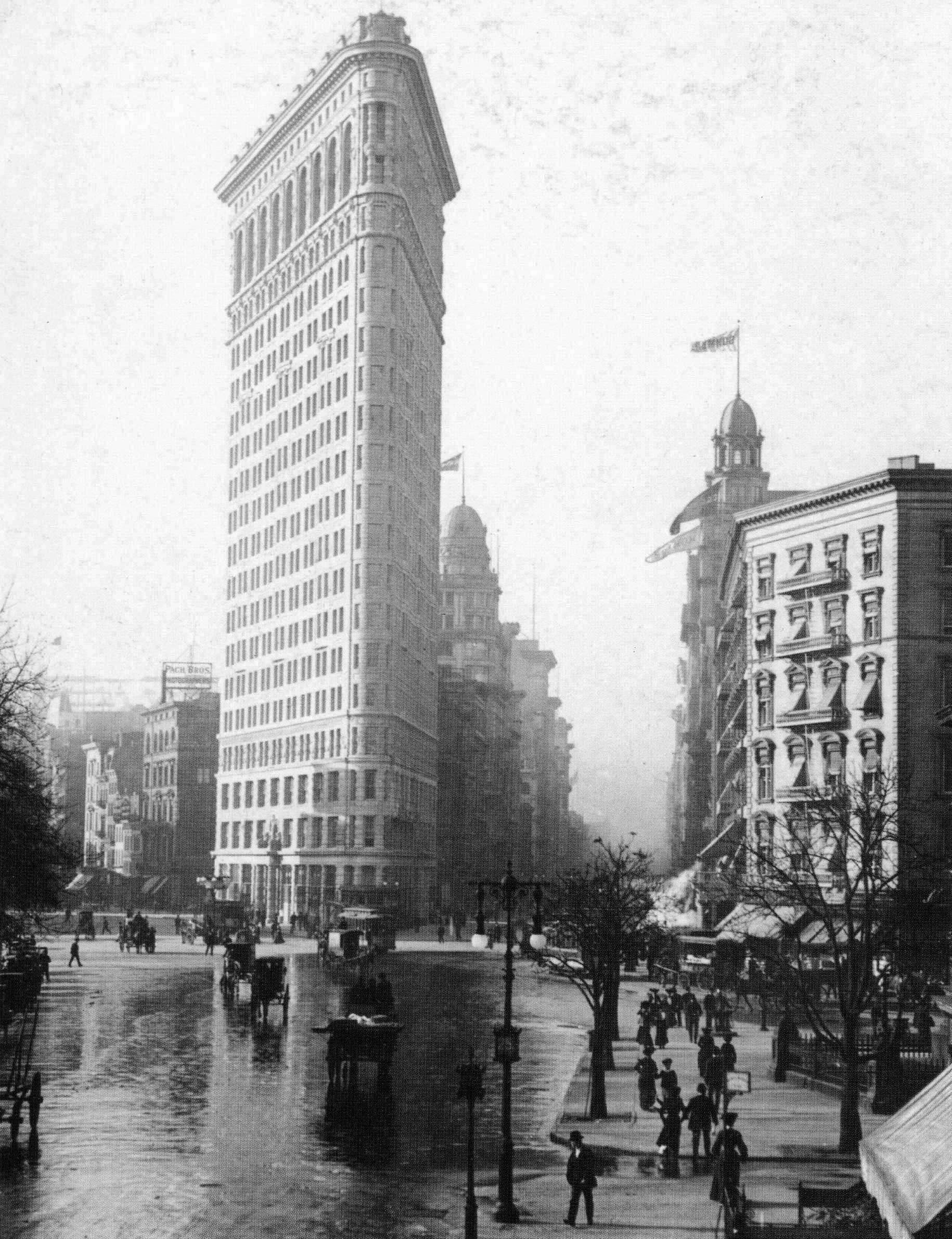
Az épület kb. 1903-ban a Madison Square-ről
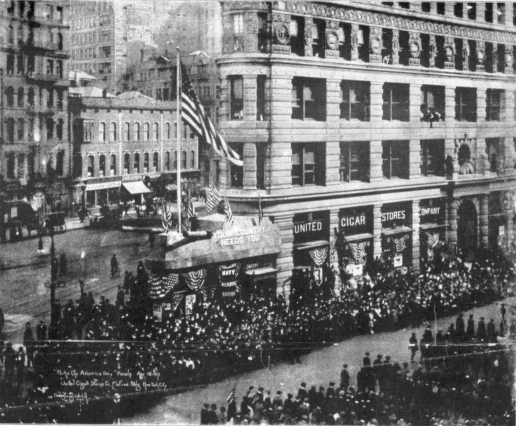
Az USA-nak az épületben kialakított haditengerészeti toborzó irodája előtti tömeg a "Wake up America" felvonulás alatt (1917. április 19.)
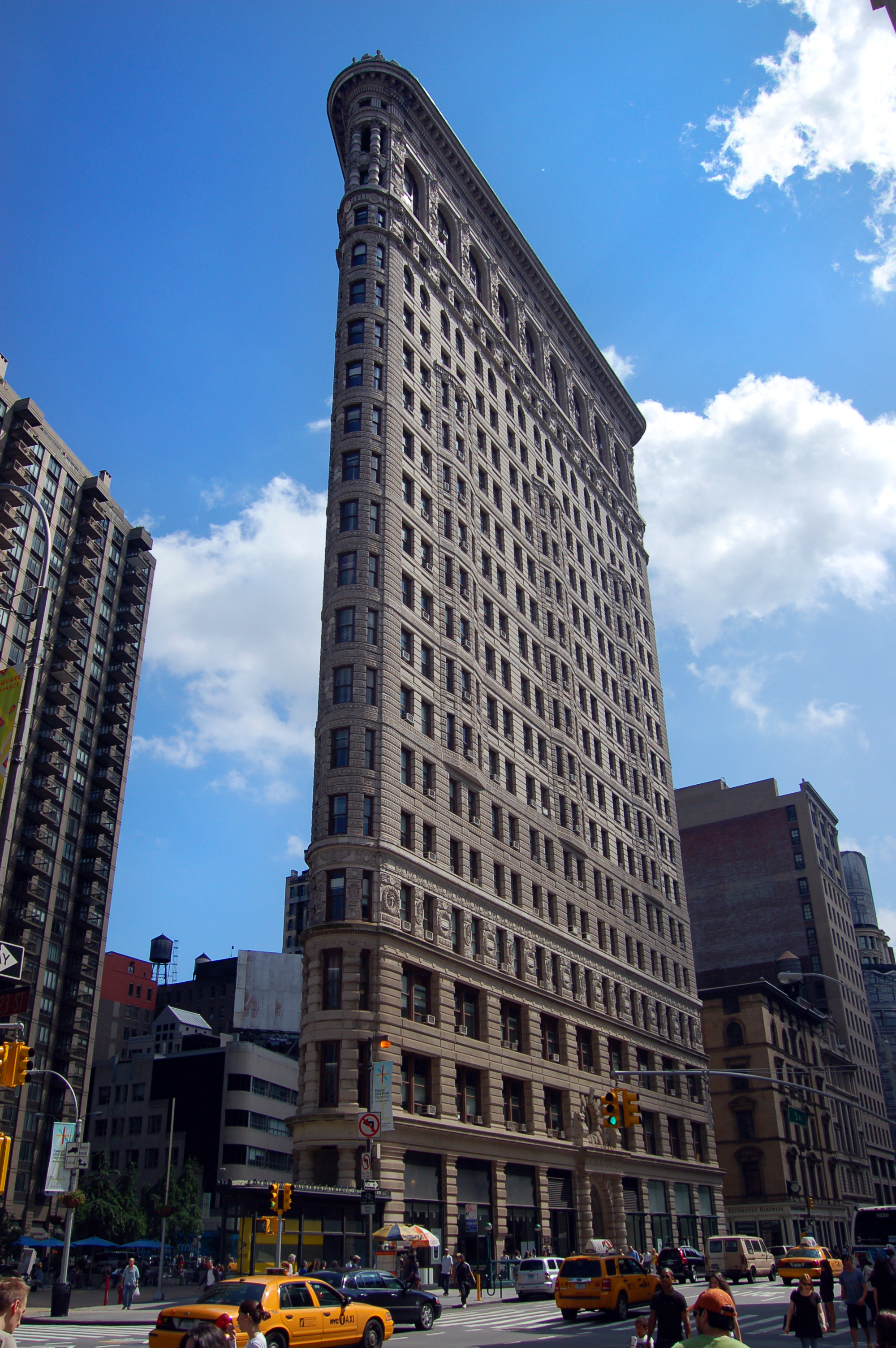
Az épület Fifth Avenue felőli oldala a Madison Square-ről nézve
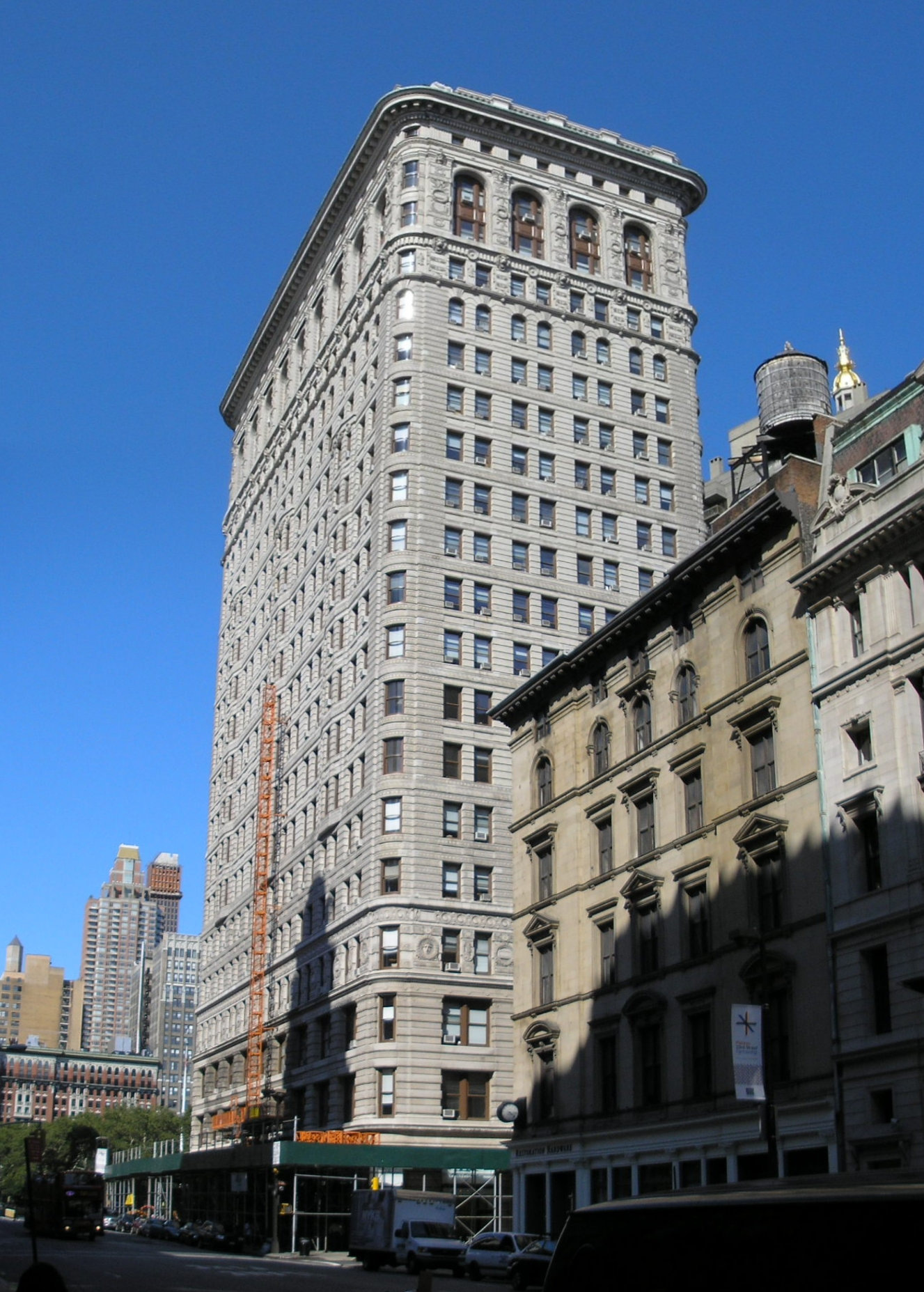
Az épület hátsó oldala a keleti 22. utcán
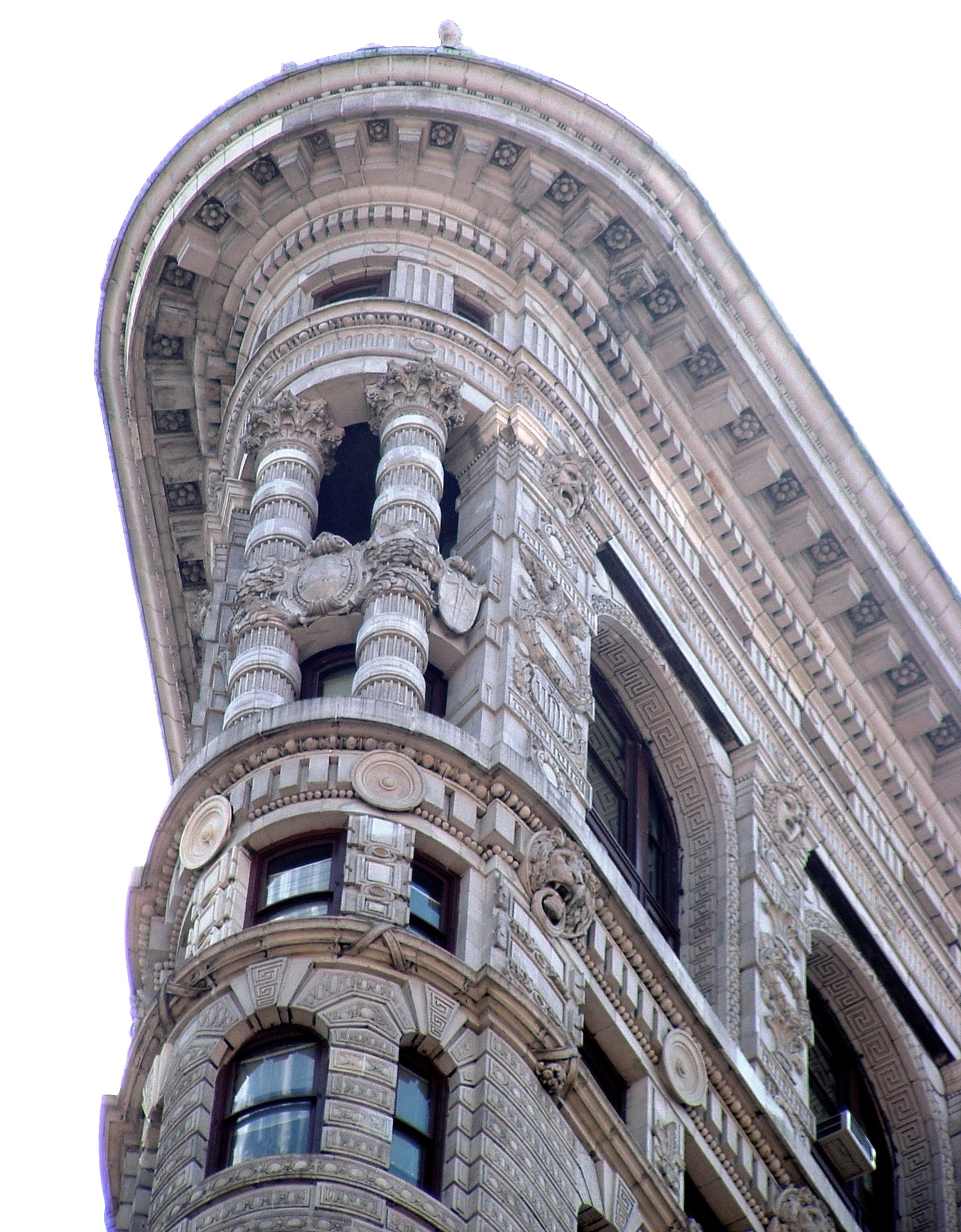
Az épület csúcsa
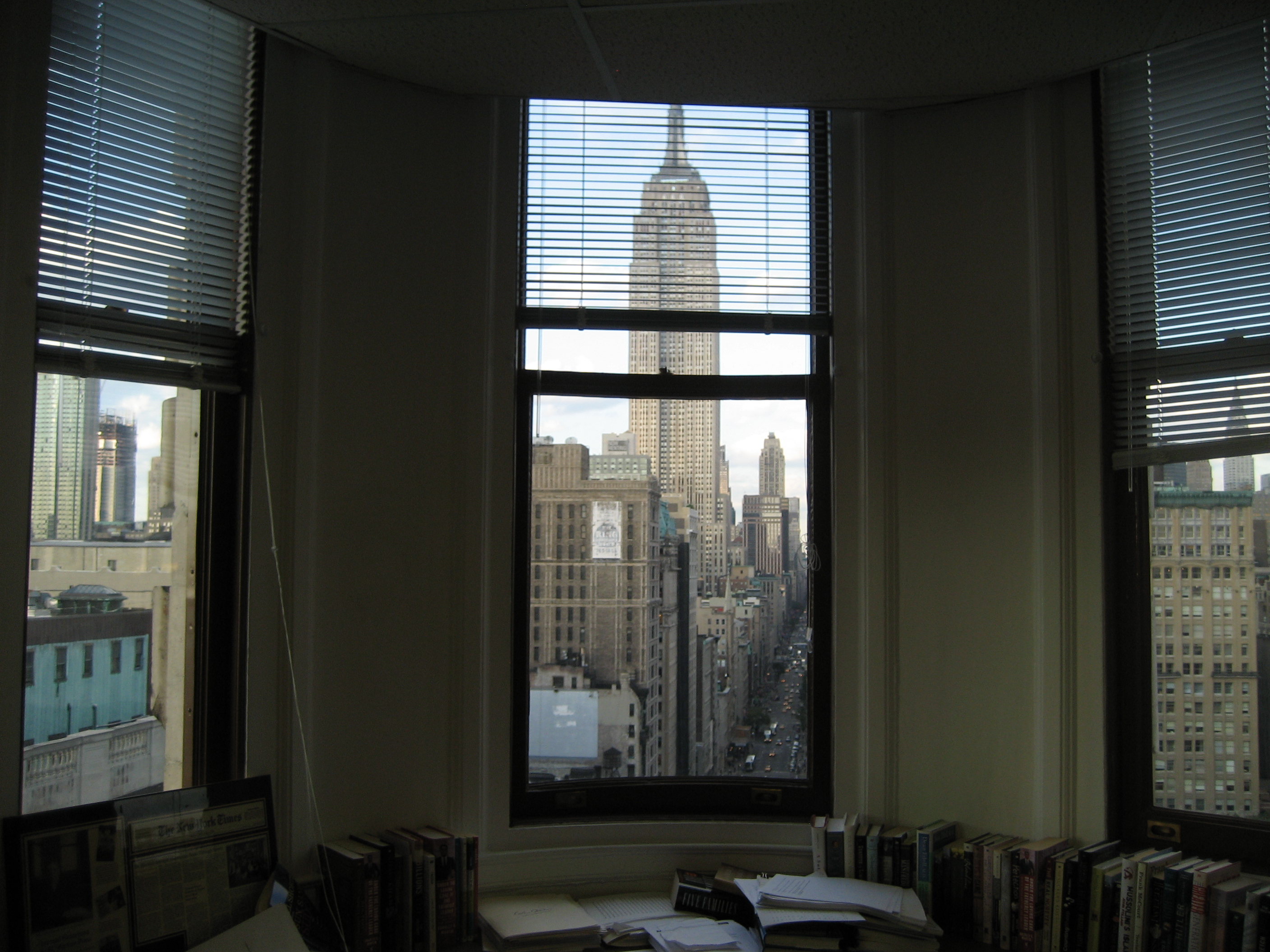
Kilátás északi irányba az Empire State Buildingre az épület élén levő egyik irodából